# 步人甲
步人甲为中國宋朝的重步兵铠甲，在《武经总要》中提及。1134年所规定的步人甲由1825张甲叶连缀而成，重达29公斤，被认为是世界上最重的盔甲，同时可通过增加甲叶数量来提高防护力，但是重量会进一步上升。为此，皇帝亲自赐命，规定步兵铠甲以29.8KG为限。此后，又把长枪手的铠甲重量定为32-35KG；由于弓箭手经常卷入近战格斗，其铠甲定为 28-33KG；而弩射手的铠甲定为22-27KG。
根据《武经总要》记载，北宋步人甲由铁质甲叶用皮条或甲钉连缀而成，属于典型的札甲。
绍兴十年前后，是宋朝军队最强大的时期。名将岳飞、韩世忠等，率领以铁甲、长枪强弩为主要装备的重步兵，以密集阵型屡屡击败金朝骑兵。
包括兵器在内，当时宋军重步兵的负荷高达40-50KG，由于装备过重，机动性受到影响，
如绍兴十一年（1141）的柘皋战役，以步兵为主力的宋军，由于身被重甲，加上过于长大的兵器，负荷过重，因此未能全歼已溃不成军的金朝骑兵。